# Черняховский, Михаил Ефимович
Михаил Ефимович Черняховский (род. 29 июня 1941, Москва) — советский и российский зоолог, энтомолог и эколог. Организатор биологического образования в МПГУ, и деятель охраны природы. Известен как исследователь прямокрылых, тренер и спортсмен-лыжник, заместитель декана Биолого-Химического факультета МГПИ (в 1980-е годы).

## Биография
Родился 29 июня 1941 года в Москве.

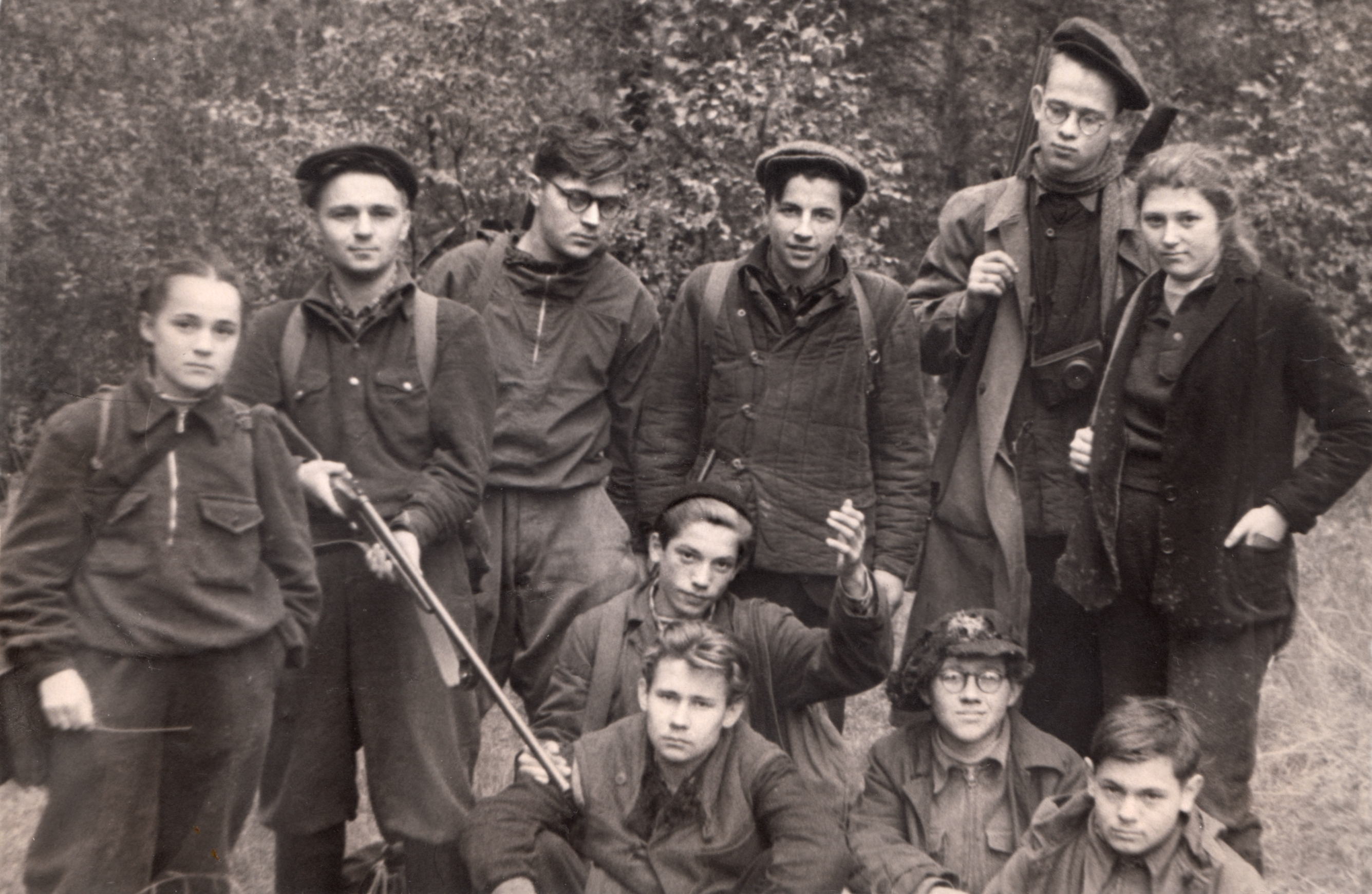
ВООПовцы

Активный член «кружка юных биологов» под руководством П. П. Смолина и «дружины охраны природы». Вместе с Борисом Виленкиным, Петром Второвым, Романом Злотиным, Ольгой Шохиной, Юрием Пузаченко, Леонидом Лисовенко и Николаем Дроздовым, они стали яркими представителями второго поколения ВООПовцев.

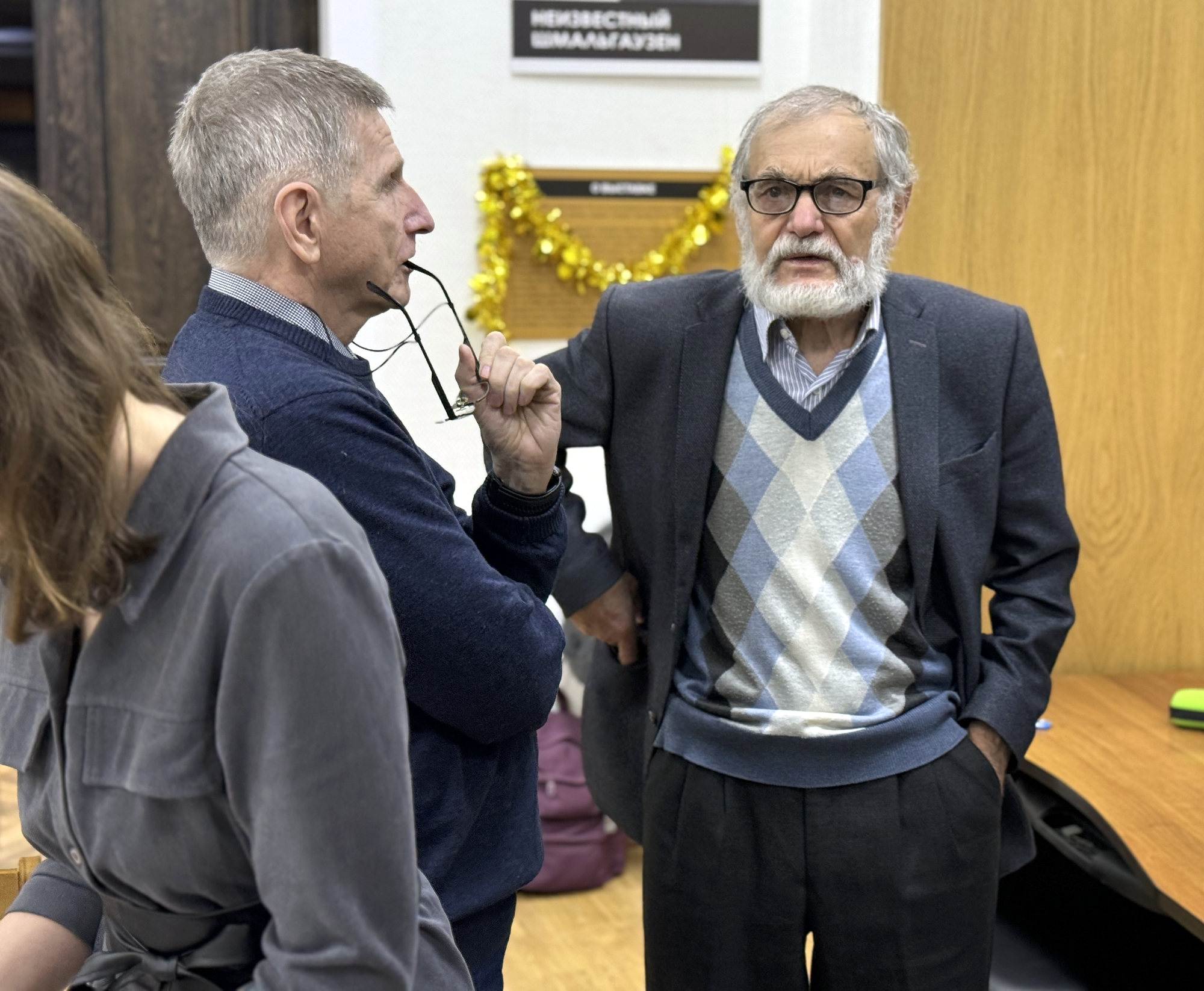
На конференции памяти Н. М. Черновой, 2025

При проведении школьных олимпиад по биологии — получил I премию по 7 и 9 классам, и II — по 8, 10 классам.
После окончания московской школы № 127 работал с биологами А. Агаджаняном и Г. Кузнецовым в Алтайском государственном заповеднике (1958—1959).
Поступили в Московский городской педагогический институт имени В. П. Потёмкина, после его слияния, окончил МГПИ.
В 1964 году поступил в аспирантуру МГПИ им. В. И. Ленина на кафедру зоологии и дарвинизма. Окончив аспирантуру, работал в проблемной биологической лаборатории МГПИ, затем на кафедре методики преподавания биологии и с 1982 года и продолжил там работать на кафедре зоологии (современный Институт биологии и химии МПГУ).
1967 году окончил спортивное отделение МГПИ по дополнительной специальности «тренер по лыжному спорту», с тех пор регулярно занимает призовые места в лыжных гонках.
В 1968 году защитил кандидатскую диссертацию по теме «Морфо-экологические особености жизненных форм саранчовых».
Много работал в заповедниках
Наиболее известны его работы 1990-х годов по исследованиям прямокрылых Дагестана.
С 1995 года также работал учителем биологии высшей категогии в Гимназии № 1503.
Работает на кафедре зоологии и экологии Института биологии и химии МПГУ.

## Награды и премии
- 1968 — Знак «За сбережение и приумножение лесных богатств РСФСР»[8]
- 1982 — Малая медаль Всероссийского общества охраны природы
- 1988 — Медаль «Ветеран труда»
- 1997 — Медаль «В память 850-летия Москвы».

## Публикации
Автор книг, статей и пособий по зоологии, среди них:
- Черняховский М. Е. Определение вредных саранчовых по кубышкам: Методические указания. М.: ВАСХНИЛ (Отдел защиты растений), 1986. 58 с.
- Волцит О. В., Черняховский М. Е. Беспозвоночные: энциклопедия / ред. И. Я. Павлинов. М.: АСТ, 1999. 766 с. (Природа России: жизнь животных).
- Лачининский А. В., Сергеев М. Г., Черняховский М. Е., Чильдебаев М. К. и др. Саранчовые Казахстана, Средней Азии и сопредельных территоий. Ларами: Международная Ассоциация прикладной акридологии и Университета Вайоминга, VI, 387 с., 8 л. ил.
- Зайцев А. А., Бокова А. И., Черняховсикй М. Е. Руководство к практическим занятиям по зоологии беспозвоночных: учебное пособие для студентов биологических специальностей. М.: МПГУ, 2015. — 91 с.

Автор комментариев к переизданиям «рассказов о животных» Игоря Акимушкина